# Јасенка Лаловић
Јасенка Лаловић (Бар, 1965) Бар, Црна Гора) је српска и црногорска књижевница, позната по трилогији Брда од пелина и романима Бастадур и Зера луче. Њена дела одликује неговање аутентичног локалног говора, тематско бављење судбинама предака и приказ културног наслеђа Црне Горе. 

## Рани живот и образовање
Рођена је у Бару, а одрастала у Буљарици, Петровцу и Бару. Основно и средње образовање стекла је у Црној Гори.  Студирала је социологију на Филозофском факултету Универзитета у Београду. Писањем се бавила још у школским данима, али је књижевни рад започела тек након вишедеценијске паузе.

## Књижевни рад
Лаловић је препозната по наративном стилу који комбинује локални говор и савремено приповедање, као и по темама које обрађују културно и историјско наслеђе Црне Горе.
Први роман С оне банде моје горе објавила је 2018. године, чиме је започела трилогију Брда од пелина. Уследили су романи С ове банде моје горе (2019) и Кастигуља (2021). Након трилогије, објавила је и роман Бастадур (2023) и Зера луче (2025).
Њена дела штампана су у укупном тиражу од преко 80.000 примерака и више година налазила су се међу најпродаванијим насловима у књижарама у Црној Гори.

## Стил и утицај
Критика и публика истичу њену способност да кроз дијалоге и описе дочара атмосферу и ликове. Њене књиге често се наводе као потенцијална основа за екранизацију.

## Дела
- С оне банде моје горе - први део трилогије Брда од пелина (2022, Лагуна, Београд)[1]
- С ове банде моје горе - други део трилогије (2022, Лагуна)
- Кастигуља - трећи део трилогије (2022, Лагуна)[2]
- Бастадур  (2023, Лагуна)